# Lo Yu-Wei
Lo Yu-Wei (4 de julio de 1969) es un deportista taiwanés que compitió en judo. Ganó una medalla de bronce en los Juegos Asiáticos de 1994, y una medalla de bronce en el Campeonato Asiático de Judo de 1991.

## Palmarés internacional
| Representando a China Taipéi |                   |                   |           |
| Juegos Asiáticos             |                   |                   |           |
| Año                          | Lugar             | Medalla           | Categoría |
| 1994                         | Hiroshima (Japón) | Medalla de bronce | –78 kg    |
| Campeonato Asiático          |                   |                   |           |
| Año                          | Lugar             | Medalla           | Categoría |
| 1991                         | Osaka (Japón)     | Medalla de bronce | –78 kg    |